# Häkälänjärvi
Häkälänjärvi är en sjö i Finland. Den ligger i kommunen Vederlax i landskapet Kymmenedalen, i den södra delen av landet, 170 km öster om huvudstaden Helsingfors. Häkälänjärvi ligger 31 meter över havet. Den ligger vid sjön Tyllinjärvi. I omgivningarna runt Häkälänjärvi växer i huvudsak blandskog. Arean är 38,1 hektar och strandlinjen är 3,5 kilometer lång. Sjön  ingår i Vaalimaanjokis huvudavrinningsområde. 